# Зигфрид III фон Рехберг
Зигфрид III фон Рехберг (на немски: Siegfried III von Rechberg; † 23 август 1227, Бриндизи) от благородническия швабски род Рехберг-Хоенрехберг (при Швебиш Гмюнд), е епископ на Аугсбург (юни 1208 – 1227).

## Биография
Той е син на Улрих фон Рехберг († сл. 1205) и съпругата му Аделхайд/Едилхардис фон Рамис († сл. 1205). Брат е на Хилдебранд фон Рехберг († сл. 1226) и на Аделхайд фон Рехберг († сл. 1221), омъжена за Хайнрих Трухсес фон Валдбург († 1208).
Зигфрид III фон Рехберг е избран през юни 1208 г. епископ на Аугсбург. През 1218/1219 г. той участва в Кръстоносния поход в Дамиета. Умира на 23 август 1227 г. в Бриндизи в днешна Южна Италия.